# 로버트 반 담

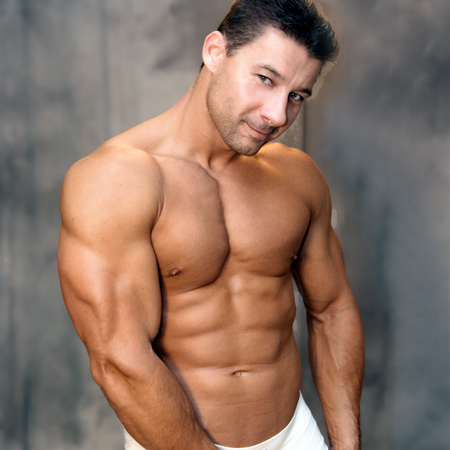
로버트 반 담

로버트 반 담(Robert Van Damme, 1969년 8월 11일 ~ )은 체코의 게이 포르노 배우이다.